# مخطوطة مندوزا

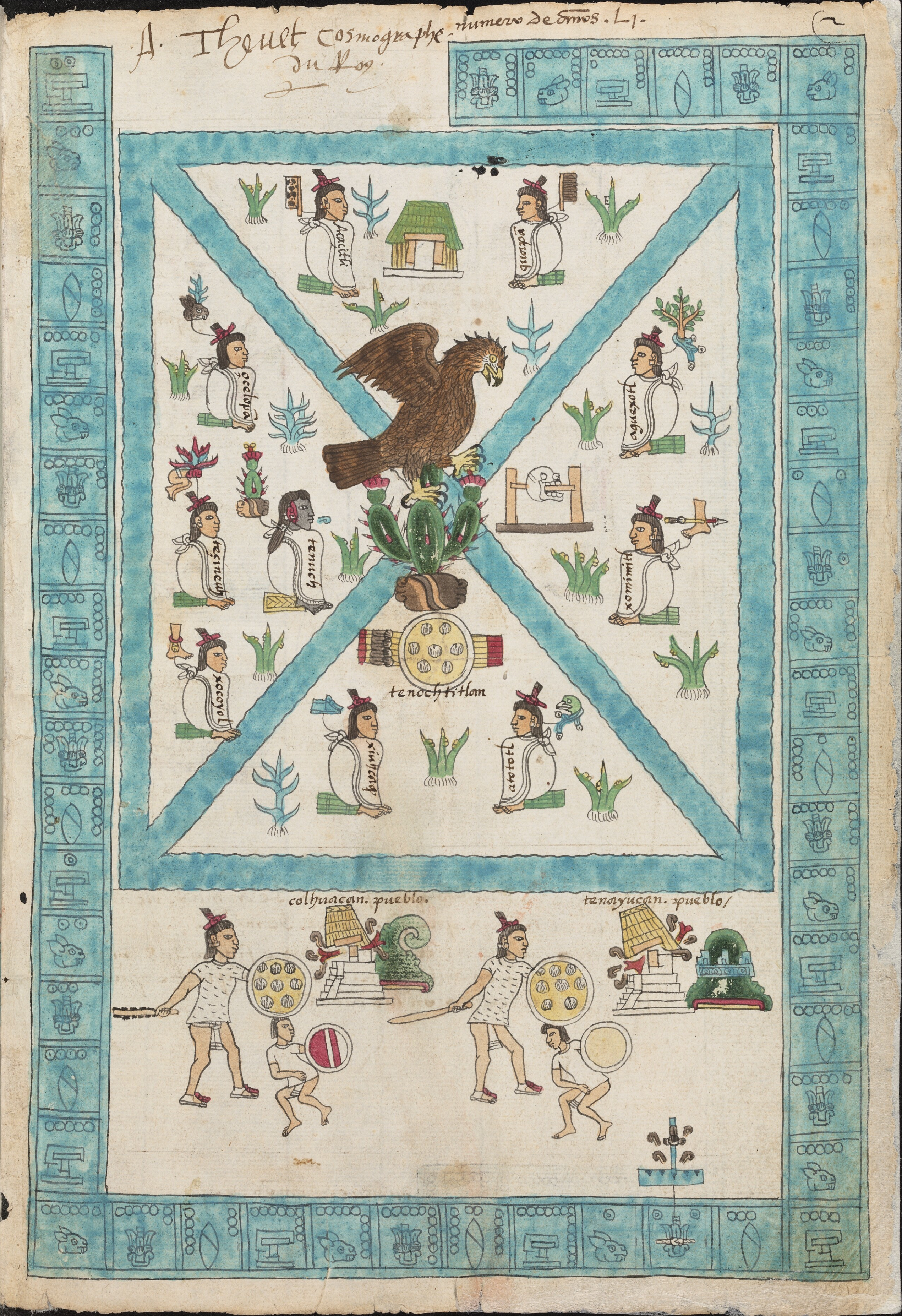
الصفحة الأولى من مخطوطة مندوزا

مخطوطة مندوزا هي إحدى المخطوطات التي تعود إلى حضارة الأزتك، ويعتقد أنها كُتبت حوالي عام 1541. تحتوي المخطوطة على تاريخ حكام الأزتك ومعاركهم بالإضافة إلى وصف للحياة اليومية لمجتمع الأزتك قبل الحروب . كُتبت المخطوطة بلغة الناواتل باستخدام الرسوم التوضيحية التقليدية للأزتك مع ترجمة وشرح للنص باللغة الإسبانية. سميت المخطوطة على اسم أنطونيو دي مندوزا ، نائب الملك في إسبانيا الجديدة، وراعي رئيسي للفنانين المحليين.

## شكله
مصنوع من الورق الأوروبي ويتألف من 71 ورقة.
تم العمل على وجه وقفا الورقة
على كل صفحة رسومات ازتيكية وتعليقات بالإسبانية

## مضمونه
يقسم الكتاب إلى 3 اجزاء:
الأولى: 16 ورقة تعدد المدن التي تم غزوها من طرف ملوك مكسيكو-تينوتشتيتلان
الثانية:39 ورقة تعدد الاتاوات المفروضة على هذه المدن المفتوحة.
الثالثة:16 ورقة مخصصة للمجتمع الازتيكي وظروف معيشته .

## أهميته
يكتسي هذا العمل أهمية صناعية وتاريخية وفنية وسياسية هامة
كودكس مندوزا يقدم وجهة النظر الازتيكية الرسمية للتاريخ الازتيكي .
وفعلا فإن بهذا العمل قام أنطونيو دي مندوزا نائب الملك على أسبانيا الجديدة، ، ببناء حكمه على الأرستقراطية الازتيكية القديمة.
واعاد الحكم العاصمة مكسيكو لعائلة موكتيزوما الثاني مع لقب تلاتواني
ان طلب هذا العمل هو في حد ذاته تنازل من طرف الإسبان للعز القديم لهذه الطبقة الارستقراطية .

## وصلات خارجية
- مجهول. [Codex Mendoza (نسخة روسية يمكن تحميلها) "Codex Mendoza (نسخة روسية يمكن تحميلها)". {{استشهاد ويب}}: الوسيط غير المعروف |datepublished= تم تجاهله (مساعدة)، الوسيط غير المعروف |description= تم تجاهله (مساعدة)، الوسيط غير المعروف |تاريخ الولوج= تم تجاهله (مساعدة)، وتحقق من قيمة |مسار= (مساعدة)

- https://digital.bodleian.ox.ac.uk/inquire/p/68210492-1fd1-499e-acee-188fa1226ca1

### المجموعة الأولى

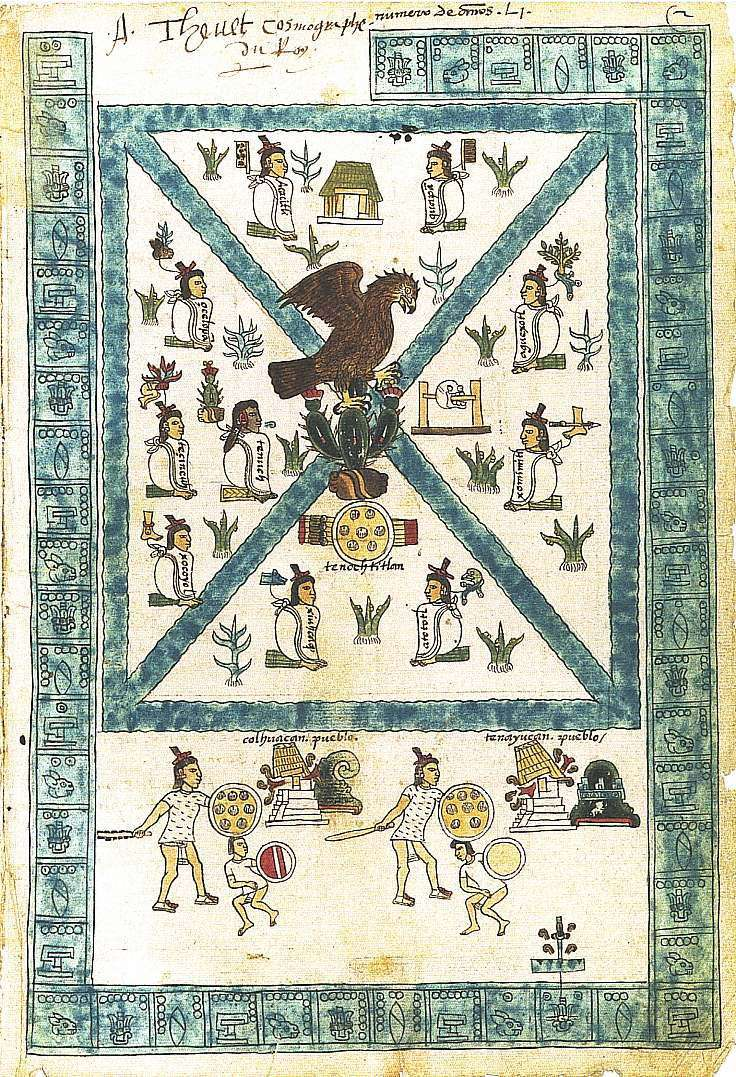
ورقة 2 وجه تأسيسس تينوشتيتلان .
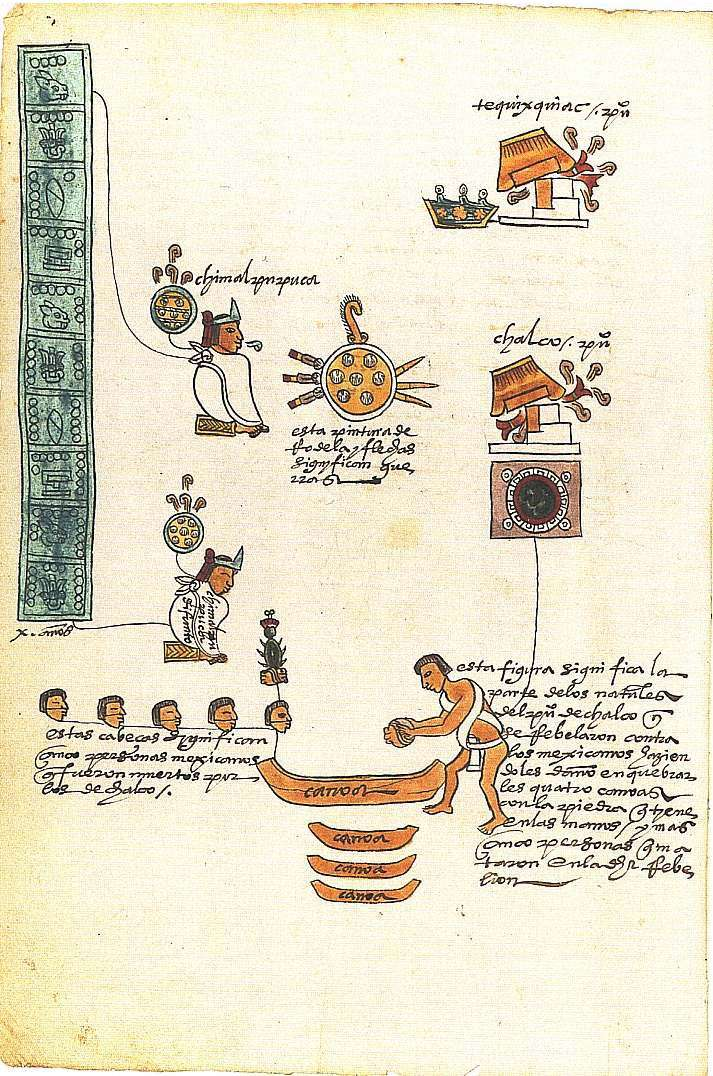
ورقة4 قفا غزوات تشيمالبوبوكا
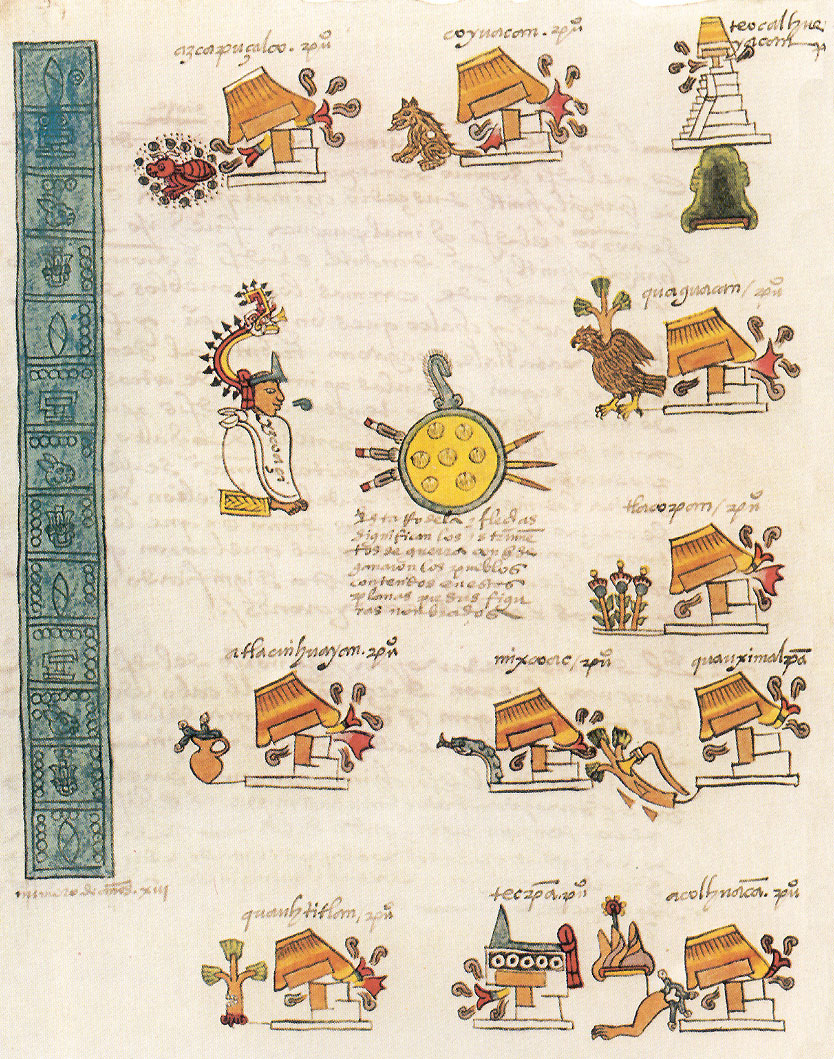
ورقة 5 قفا غزوات اتزكواتل
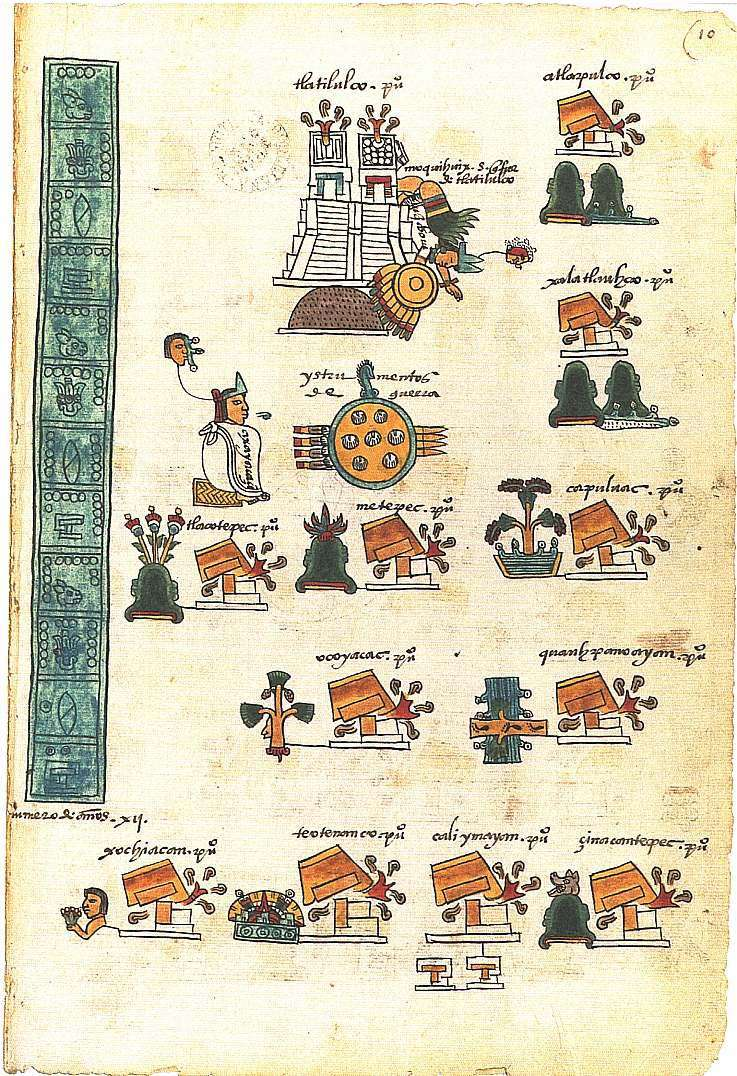
ورقة 10 وجه غزوات آخاياكاتل
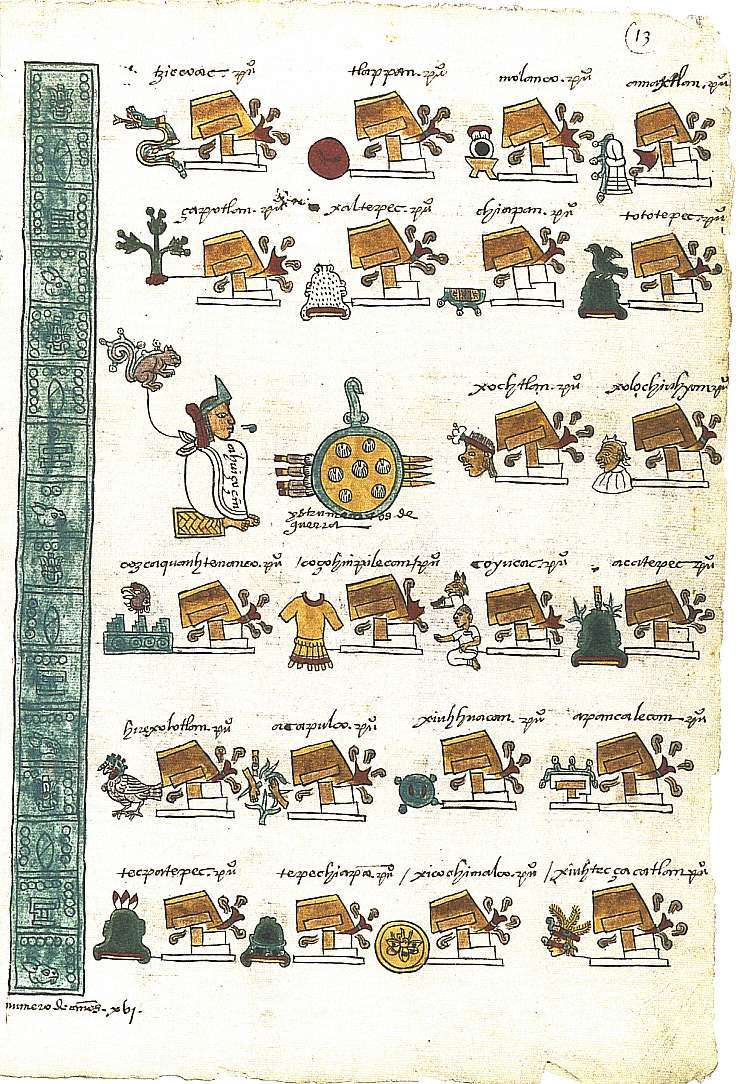
ولاقة 13 وجه غزوات آهويتزوتل